# Puzieux (Vosges)
Puzieux é uma comuna francesa na região administrativa do Grande Leste, no departamento de Vosges. Estende-se por uma área de 5.42 km². Em 2010 a comuna tinha 149 habitantes (densidade: 27,5 hab./km²).